# Murata Jukō
Murata Jukō (村田珠光, 1423-1502) est connu dans l'histoire culturelle du Japon comme le fondateur de la cérémonie japonaise du thé, en ce qu'il est à l'origine du style wabi-cha du plaisir du thé, qui emploie des ingrédients natifs japonais. Son nom peut aussi être prononcé Murata Shukō.
Né à Nara, il est assistant au Shōmyō-ji, temple bouddhiste de la secte Jōdō à Nara. Son intérêt pour le chanoyu (茶の湯) le fait voyager jusqu'à Kyoto, où il apprend de Nōami le style de chanoyu pratiqué par les shoguns Ashikaga. Il pratique également le zen auprès du prêtre Ikkyū Sōjun. Il avait la fonction de maître de thé auprès de Ashikaga Yoshimasa.